# Перейра, Наталия
Наталия Перейра, полное имя Наталия Зильо Перейра (порт. Natália Zilio Pereira; 4 апреля 1989, Луанда, штат Парана, Бразилия) — бразильская волейболистка, нападающая-доигровщица. Олимпийская чемпионка 2012.

## Биография
Наталия Перейра родилась в городе Луанде штата Парана, но в двухнедельном возрасте с семьёй переехала на родину матери — в Жуасабу (штат Санта-Катарина). Там же в 1999 году была принята в городскую Академию волейбола. В 2004—2006 выступала за молодёжные команды клубов «Кампус» и «Макаэ», а затем заключила первый профессиональный контракт с одной из сильнейших команд Бразилии из города Озаску, в составе которой дебютировала в чемпионате страны. Выступая за «Озаску» Наталия 5 раз становилась призёром чемпионатов Бразилии (в том числе победителем в 2010) и дважды выигрывала клубные чемпионаты Южной Америки. В 2011—2016 (кроме 2013—2014) играла за «Унилевер»/«Рексону-Адес» из Рио-де-Жанейро, в составе которого ещё по три раза выигрывала чемпионат страны и клубное первенство Южной Америки. В 2016 перешла в турецкий «Фенербахче» и в дебютный сезон в Турции стала чемпионкой и обладателем Кубка, а также была признана самым ценным игроком сезона.
В 2004—2007 Наталия Перейра выступала за юниорскую и молодёжную сборные Бразилии, выиграв с ними чемпионаты мира и Южной Америки.
В 2005 году состоялся дебют Наталии в национальной сборной Бразилии, сразу принесший 16-летней волейболистке успех в виде выигранного Всемирного Кубка чемпионов. С 2007 Наталия практически неизменно выступает за главную команду страны, выиграв в её составе более десятка золотых наград на официальных соревнованиях континентального и мирового уровня, в том числе «золото» Олимпиады-2012, Гран-при (четырежды), чемпионата Южной Америки (5 раз). Дважды подряд Наталия признавалась лучшим игроком финальной стадии Гран-при — в 2016 и 2017 годах. С 2017 — капитан сборной.

### Клубная карьера
- 2004—2005 —  «Кампус» (Кампус-дус-Гойтаказис);
- 2005—2006 —  «Макаэ»;
- 2006—2011 —  «Финаса-Озаску»/«Соллис-Озаску» (Озаску);
- 2011—2013 —  «Унилевер» (Рио-де-Жанейро);
- 2013—2014 —  «Волей Амил» (Кампинас);
- 2014—2016 —  «Рексона-Адес» («Унилевер») (Рио-де-Жанейро);
- 2016—2018 —  «Фенербахче» (Стамбул);
- 2018—2019 —  «Минас Тенис Клубе» (Белу-Оризонти);
- 2019—2020 —  «Эджзаджибаши» (Стамбул);
- 2020—2021 —  «Динамо» (Москва);
- 2021—2022 —  «Савино Дель Бене» (Скандиччи);
- 2022—2024 —  «Динамо» (Москва);
- 2024—2025 —  «Озаску/Сан-Кристован Сауде» (Озаску);
- с 2025 —  «Тяньцзинь Бохай Бэнк» (Тяньцзинь).

## Достижения

### Со сборными Бразилии
- Олимпийская чемпионка 2012;
  - серебряный призёр Олимпийских игр 2020
- серебряный (2010) и бронзовый (2014) призёр чемпионатов мира.
- серебряный призёр розыгрыша Кубка мира 2007.
- двукратный победитель розыгрышей Всемирного Кубка чемпионов — 2005, 2013;
  - двукратный серебряный призёр Всемирного Кубка чемпионов — 2009, 2017.
- 4-кратная чемпионка Мирового Гран-при — 2009, 2014, 2016, 2017;
  - двукратный серебряный призёр Гран-при — 2010, 2011;
  - бронзовый призёр Гран-при 2015.
- двукратный серебряный призёр Лиги наций — 2019, 2021.
- 5-кратная чемпионка Южной Америки — 2007, 2009, 2013, 2015, 2017.
- двукратный победитель розыгрышей Панамериканского Кубка — 2009, 2011;
  - двукратный серебряный призёр Панамериканского Кубка — 2007, 2008.
- чемпионка мира среди молодёжных команд 2007.
- чемпионка Южной Америки среди молодёжных команд 2006.
- бронзовый призёр чемпионата мира среди девушек 2005.
- чемпионка Южной Америки среди девушек 2004.

### С клубами
- 6-кратная чемпионка Бразилии — 2010, 2013, 2015, 2016, 2019, 2025;
  - 5-кратный серебряный призёр чемпионатов Бразилии — 2007—2009, 2011, 2012.
- 3-кратный победитель розыгрышей Кубка Бразилии — 2008, 2019, 2025;
  - серебряный призёр Кубка Бразилии 2007.
- чемпионка Турции 2017;
  - бронзовый призёр чемпионата Турции 2018.
- победитель розыгрыша Кубка Турции 2017.
- чемпионка России 2023;
  - серебряный призёр чемпионата России 2021.
- двукратный победитель розыгрышей Кубка России — 2022, 2023;
  - серебряный призёр Кубка России 2020.
- обладатель Суперкубка России 2023.

- серебряный призёр чемпионата мира среди клубных команд 2010.
- 6-кратная чемпионка Южной Америки среди клубных команд — 2009, 2010, 2013, 2015, 2016, 2019.
- победитель розыгрыша Кубка вызова ЕКВ 2022.

### Индивидуальные
- 2005: MVP чемпионата мира среди девушек.
- 2006: лучшая нападающая молодёжного чемпионата Южной Америки.
- 2007: MVP, лучшая нападающая и самая результативная молодёжного чемпионата мира.
- 2009: лучшая нападающая клубного чемпионата Южной Америки.
- 2010: лучшая нападающая клубного чемпионата Южной Америки.
- 2015: лучшая нападающая-доигровщица (одна из двух) Гран-при.
- 2016: MVP Гран-при.
- 2017: MVP чемпионата Турции.
- 2017: MVP и лучшая нападающая-доигровщица (одна из двух) Гран-при.
- 2017: лучшая нападающая-доигровщица (одна из двух) чемпионата Южной Америки.
- 2021: лучшая нападающая финального этапа чемпионата России.